# Liste der Präsidenten und Premierminister von Kroatien
Staatsoberhäupter und Regierungschefs der kroatischen Teilrepublik innerhalb Jugoslawiens (1943/1945–1990) sowie der Republik Kroatien (seit 1990).

## Kroatische Teilrepublik innerhalb Jugoslawiens (1943/1945–1990)
1945–1946 Föderaler Staat Kroatien/Federalna Država Hrvatska,

1946–1963 Volksrepublik Kroatien/Narodna Republika Hrvatska,

1963–1990 Sozialistische Republik Kroatien/Socijalistička Republika Hrvatska

### Staatsoberhäupter
| Vorsitzende des Antifaschistischen Landesrates der Volksbefreiung Kroatiens (Zemaljsko antifašističko vijeće narodnog oslobođenja Hrvatske) | Vorsitzende des Antifaschistischen Landesrates der Volksbefreiung Kroatiens (Zemaljsko antifašističko vijeće narodnog oslobođenja Hrvatske) |
| --- | --- |
| 1943–1945 | Vladimir Nazor |
| Vorsitzende des Präsidiums des Sabor | |
| 1945–1949 | Vladimir Nazor |
| 1949–1952 | Karlo Mrazović |
| 1952–1953 | Vicko Krstulović |
| Präsidenten des Sabor | |
| 1953 | Zlatan Sremec |
| 1953–1963 | Vladimir Bakarić |
| 1963–1967 | Ivan Krajačić |
| 1967–1974 | Jakov Blažević |
| 1974 | Ivo Perišin |
| Vorsitzende des Präsidiums der Sozialistischen Republik Kroatien                                                                            | |
| 1974–1982 | Jakov Blažević |
| 1982–1983 | Marijan Cvetković |
| 1983–1984 | Milutin Baltić |
| 1984–1985 | Jakša Petrić |
| 1985 | Pero Car |
| 1985–1986 | Ema Derosi-Bjelajac |
| 1986–1988 | Ante Marković |
| 1988–1990 | Ivo Latin |

### Regierungschefs
| Regierungschefs | Regierungschefs      |
| --------------- | -------------------- |
| 1945–1953       | Vladimir Bakarić     |
| 1953–1962       | Jakov Blažević       |
| 1962–1963       | Zvonko Brkić         |
| 1963–1967       | Mika Špiljak         |
| 1967–1969       | Savka Dabčević-Kučar |
| 1969–1971       | Dragutin Haramija    |
| 1971–1974       | Ivo Perišin          |
| 1974–1978       | Jakov Sirotković     |
| 1978–1980       | Petar Fleković       |
| 1980–1986       | Ante Marković        |
| 1986–1990       | Antun Milović        |

## Republik Kroatien (seit 1990)

### Präsidenten
| # | Bild | Name                     | Amtsantritt       | Amtsaustritt      | Partei | Partei      | Anmerkungen                          |
| - | ---- | ------------------------ | ----------------- | ----------------- | ------ | ----------- | ------------------------------------ |
| 1 |      | Franjo Tuđman            | 30. Mai 1990      | 10. Dezember 1999 |        | HDZ         | Wahl 1992, 1997                      |
| − |      | Vlatko Pavletić          | 10. Dezember 1999 | 2. Februar 2000   |        | HDZ         | interimistisch (Präsident des Sabor) |
| − |      | Zlatko Tomčić            | 2. Februar 2000   | 18. Februar 2000  |        | HSS         | interimistisch (Präsident des Sabor) |
| 2 |      | Stjepan Mesić            | 18. Februar 2000  | 18. Februar 2010  |        | parteilos ∗ | Wahl 2000, 2005                      |
| 3 |      | Ivo Josipović            | 18. Februar 2010  | 15. Februar 2015  |        | parteilos ∗ | Wahl 2010                            |
| 4 |      | Kolinda Grabar-Kitarović | 15. Februar 2015  | 18. Februar 2020  |        | parteilos ∗ | Wahl 2015                            |
| 5 |      | Zoran Milanović          | 19. Februar 2020  | amtierend         |        | parteilos ∗ | Wahl 2019/20                         |

### Premierminister
| #  | Bild | Name              | Amtsantritt       | Amtsaustritt      | Partei | Partei    | Anmerkungen |
| -- | ---- | ----------------- | ----------------- | ----------------- | ------ | --------- | ----------- |
| 1  |      | Stjepan Mesić     | 30. Mai 1990      | 24. August 1990   |        | HDZ       |             |
| 2  |      | Josip Manolić     | 24. August 1990   | 17. Juli 1991     |        | HDZ       |             |
| 3  |      | Franjo Gregurić   | 17. Juli 1991     | 12. August 1992   |        | HDZ       |             |
| 4  |      | Hrvoje Šarinić    | 12. August 1992   | 3. April 1993     |        | HDZ       |             |
| 5  |      | Nikica Valentić   | 3. April 1993     | 7. November 1995  |        | HDZ       |             |
| 6  |      | Zlatko Mateša     | 7. November 1995  | 27. Januar 2000   |        | HDZ       |             |
| 7  |      | Ivica Račan       | 27. Januar 2000   | 23. Dezember 2003 |        | SDP       |             |
| 8  |      | Ivo Sanader       | 23. Dezember 2003 | 7. Juli 2009      |        | HDZ       |             |
| 9  |      | Jadranka Kosor    | 7. Juli 2009      | 23. Dezember 2011 |        | HDZ       |             |
| 10 |      | Zoran Milanović   | 23. Dezember 2011 | 22. Januar 2016   |        | SDP       |             |
| 11 |      | Tihomir Orešković | 22. Januar 2016   | 19. Oktober 2016  |        | parteilos |             |
| 12 |      | Andrej Plenković  | 19. Oktober 2016  |                   |        | HDZ       |             |